# Kocher mit Seitentälern
Das Gebiet Kocher mit Seitentälern ist ein 2007 eingerichtetes und mit Verordnung vom 5. Februar 2010 durch das Ministerium für Ernährung und Ländlichen Raum festgelegtes Europäisches Vogelschutzgebiet (Schutzgebietskennung DE-6823-441) in den baden-württembergischen Landkreisen Heilbronn und Schwäbisch Hall sowie des Hohenlohekreises in Deutschland.

## Lage
Das rund 888 Hektar (ha) große Vogelschutzgebiet „Kocher mit Seitentälern“ erstreckt sich entlang des Kochers zwischen Bröckingen im Südosten und Neuenstadt am Kocher im Nordwesten sowie seiner sechs Nebenflüsse Rot, Bühler, Kupfer, Sall, Ohrn und Brettach.

Es verteilt sich auf 11 Städte und 18 Gemeinden in drei Landkreisen:
- Hohenlohekreis
  - Städte Forchtenberg (82,91 ha = 9,33 %), Ingelfingen (18,83 ha = 2,11 %), Künzelsau (63,01 ha = 7,09 %), Neuenstein (20,40 ha = 2,29 %), Niedernhall (21,37 ha = 2,40 %) und Öhringen (84,15 ha = 9,47 %)
  - Gemeinden Bretzfeld (39,58 ha = 4,45 %), Kupferzell (13,90 ha = 1,56 %), Pfedelbach (26,88 ha = 3,02 %), Weißbach (9,89 ha = 1,11 %) und Zweiflingen (20,81 ha = 2,34 %)
- Landkreis Heilbronn
  - Stadt Neuenstadt am Kocher (21,75 ha = 2,44 %)
  - Gemeinden Hardthausen am Kocher (38,62 ha = 4,34 %), Langenbrettach (23,47 ha = 2,64 %) und Wüstenrot (1,36 ha = 0,15 %)
- Landkreis Schwäbisch Hall
  - Städte Gaildorf (61,02 ha = 6,86 %), Ilshofen (7,54 ha = 0,84 %), Schwäbisch Hall (57,73 ha = 6,49 %) und Vellberg (19,01 ha = 2,13 %)
  - Gemeinden Braunsbach (65,59 ha = 7,38 %), Bühlertann (20,62 ha = 2,32 %), Bühlerzell (6,47 ha = 0,72 %), Fichtenberg (18,81 ha = 2,11 %), Michelbach an der Bilz (17,89 ha = 2,01 %), Oberrot (25,11 ha = 2,82 %), Obersontheim (16,68 ha = 1,87 %), Rosengarten (35,61 ha = 4,00 %), Untermünkheim (29,13 ha = 3,27 %) und Wolpertshausen (20,30 ha = 2,28 %)

## Beschreibung
Beschrieben wird das Schutzgebiet „Kocher mit Seitentälern“ als „Sohltal des Kochers mit naturbelassenen Abschnitten im Oberlauf und seinen Seitentälern in einer alten Siedlungs- und Kulturlandschaft mit traditioneller Grünlandwirtschaft und Wasserkraftnutzung durch Mühlen“.

### Bedeutung
Das Vogelschutzgebiet „Kocher mit Seitentälern“ ist neben dem Flusssystem der Jagst und dem südbadischen Oberrhein eines der bedeutendsten Brutgebiete des Eisvogels in Baden-Württemberg sowie ein bedeutendes Brutgebiet für Wanderfalken.

### Lebensraumklassen
|                                                                 |                                                                 |  |      |      |
| Nichtwaldgebiete mit hölzernen Pflanzen, Gestrüpp, usw.         | Nichtwaldgebiete mit hölzernen Pflanzen, Gestrüpp, usw.         |  | 1 %  | 1 %  |
| Laubwald                                                        | Laubwald                                                        |  | 9 %  | 9 %  |
| Mischwald                                                       | Mischwald                                                       |  | 23 % | 23 % |
| Binnengewässer, stehend und fließend                            | Binnengewässer, stehend und fließend                            |  | 38 % | 38 % |
| Trockengelegtes Grünland                                        | Trockengelegtes Grünland                                        |  | 23 % | 23 % |
| Anderes Ackerland                                               | Anderes Ackerland                                               |  | 3 %  | 3 %  |
| Sonstiges (Städte, Straßen, Deponien, Gruben, Industriegebiete) | Sonstiges (Städte, Straßen, Deponien, Gruben, Industriegebiete) |  | 3 %  | 3 %  |
|                                                                 |                                                                 |  |      |      |

## Schutzzweck
Die gebietsbezogenen Erhaltungsziele sind je nach Art unterschiedlich beschrieben:

### Brutvögel
Brutvogelarten, die im Anhang I der Vogelschutzrichtlinie aufgelistet und für die in ganz Europa besondere Maßnahmen anzuwenden sind. In diese Kategorie fallen in Baden-Württemberg insgesamt 39, im Schutzgebiet „Kocher mit Seitentälern“ drei Arten.

#### Eisvogel(Alcedo atthis)

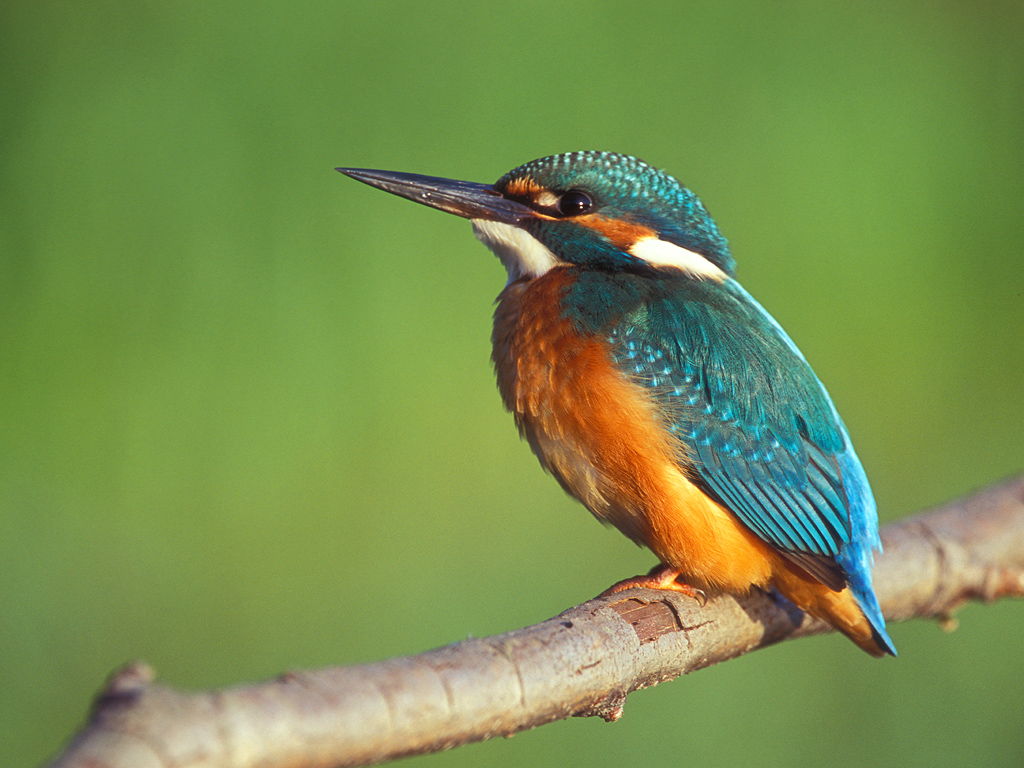
Eisvogel

Erhaltung der naturnahen Gewässer, von Steilwänden und Abbruchkanten aus grabbarem Substrat in Gewässernähe, von für die Brutröhrenanlage geeigneten Wurzeltellern umgestürzter Bäume in Gewässernähe, von Strukturen, die als Ansitz für die Jagd genutzt werden können wie starke Ufergehölze mit über das Gewässer hängenden Ästen, Erhaltung einer Wasserqualität, die gute Sichtbedingungen für den Beutefang gewährleistet, einer Gewässerdynamik, die die Neubildung von zur Nestanlage geeigneten Uferabbrüchen ermöglicht, Erhaltung von Sekundärlebensräumen wie aufgelassene Abbaustätten mit Gewässern und Steilufern, des Nahrungsangebots mit Kleinfischarten und Jungfischaufkommen sowie Erhaltung störungsfreier oder zumindest störungsarmer Fortpflanzungsstätten während der Fortpflanzungszeit vom 15. Februar bis zum 15. September.

#### Grauspecht(Picus canus)

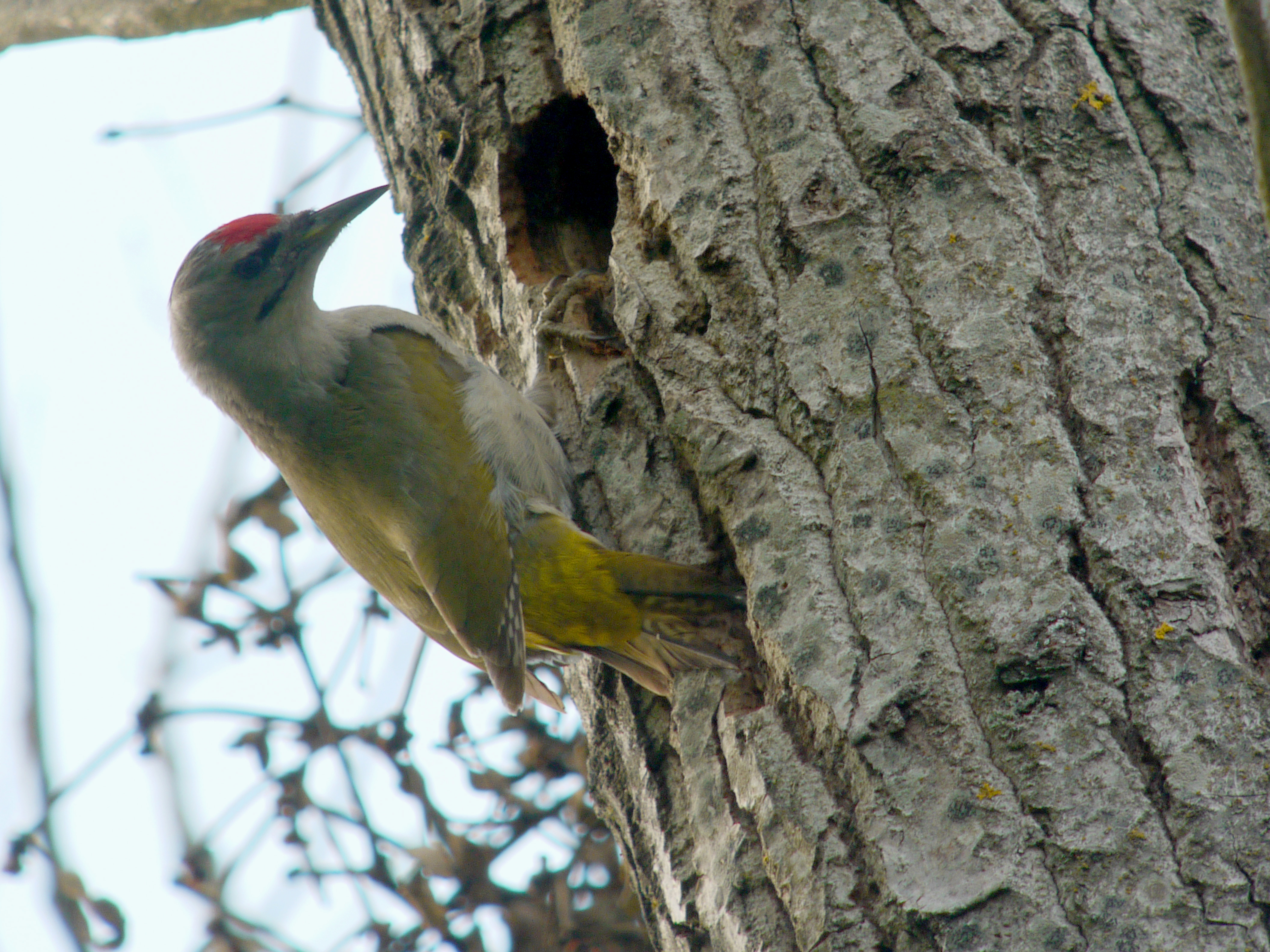
Grauspecht

Erhaltung von reich strukturierten lichten Laub- und Laubmischwäldern mit Offenflächen zur Nahrungsaufnahme, von Auenwäldern, von extensiv bewirtschafteten Streuobstwiesen, Erhaltung der Magerrasen, mageren Mähwiesen oder Viehweiden, Erhaltung von Randstreifen, Rainen, Böschungen und gesäumten gestuften Waldrändern, von Altbäumen und Altholzinseln, von Totholz, insbesondere von stehendem Totholz, Erhaltung der Bäume mit Großhöhlen sowie des Nahrungsangebots.

#### Wanderfalke(Falco peregrinus)

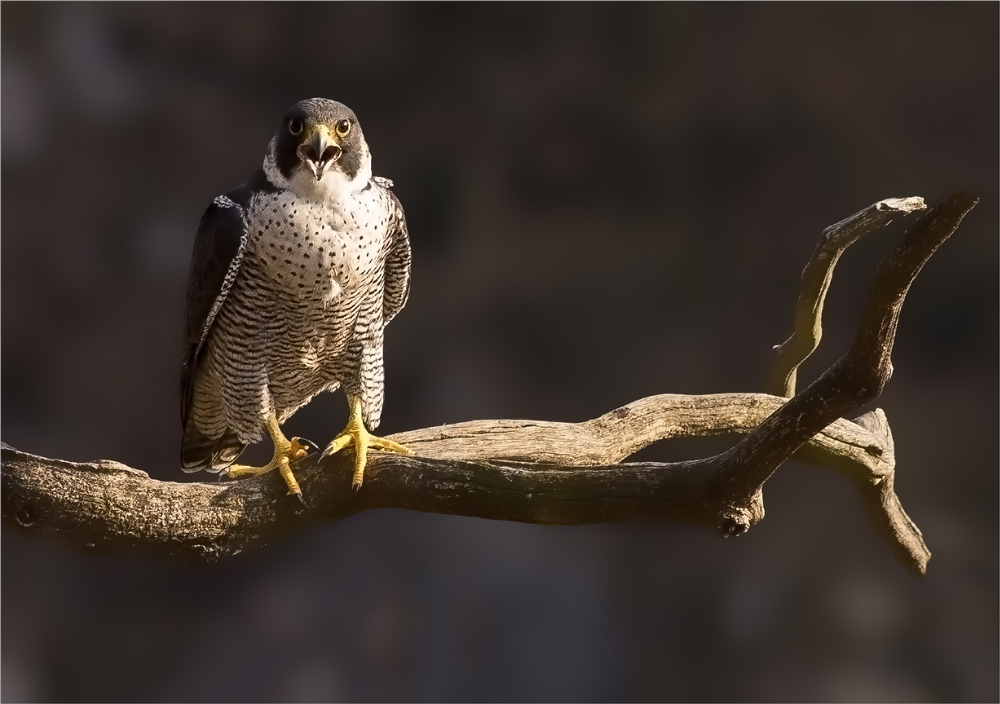
Wanderfalke

Erhaltung der offenen Felswände und von Steinbrüchen jeweils mit Höhlen, Nischen und Felsbändern, Erhaltung der Lebensräume ohne Gefahrenquellen wie nicht vogelsichere Freileitungen und ungesicherte Schornsteine sowie Erhaltung störungsfreier oder zumindest störungsarmer Fortpflanzungsstätten während der Fortpflanzung in der Zeit vom 15. Februar bis 30. Juli.

### Zugvögel
Weitere, nicht in Anhang I aufgelistete Zugvogelarten, die im Land brüten und für die Schutzgebiete ausgewählt wurden. In diese Kategorie fallen in Baden-Württemberg insgesamt 36, im Schutzgebiet „Kocher mit Seitentälern“ drei Arten.

#### Flussuferläufer(Actitis hypoleucos)

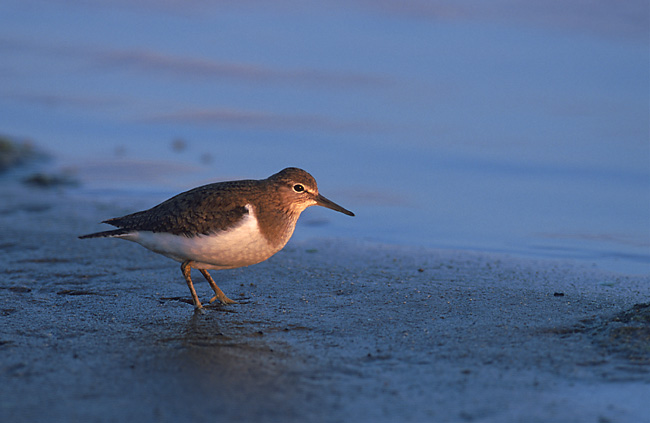
Flussuferläufer

Erhaltung der natürlichen oder naturnahen Feuchtgebiete, der Flachwasserzonen an stehenden und schwach fließenden Gewässern sowie der Überschwemmungsflächen, der naturnahen Dynamik an größeren Fließ- und Stillgewässern, die zur Ausbildung von Kies-, Sand- und Schlammbänken bzw. -inseln führt, Erhaltung störungsfreier oder zumindest störungsarmer Rast- und Nahrungsgebiete, Erhaltung von vegetationsfreien oder spärlich bewachsenen Flachuferbereichen wie Schlamm-, Sand- und Kiesbänke, von Flutmulden und zeitweise überschwemmten Senken, von Feuchtgrünland entlang der Gewässer sowie Erhaltung des Nahrungsangebots, insbesondere mit Insekten, Spinnen, kleinen Krebsen, Schnecken, Würmern, kleineren Fischen und anderen Wirbeltieren sowie Sämereien.

#### Gänsesäger(Mergus merganser)

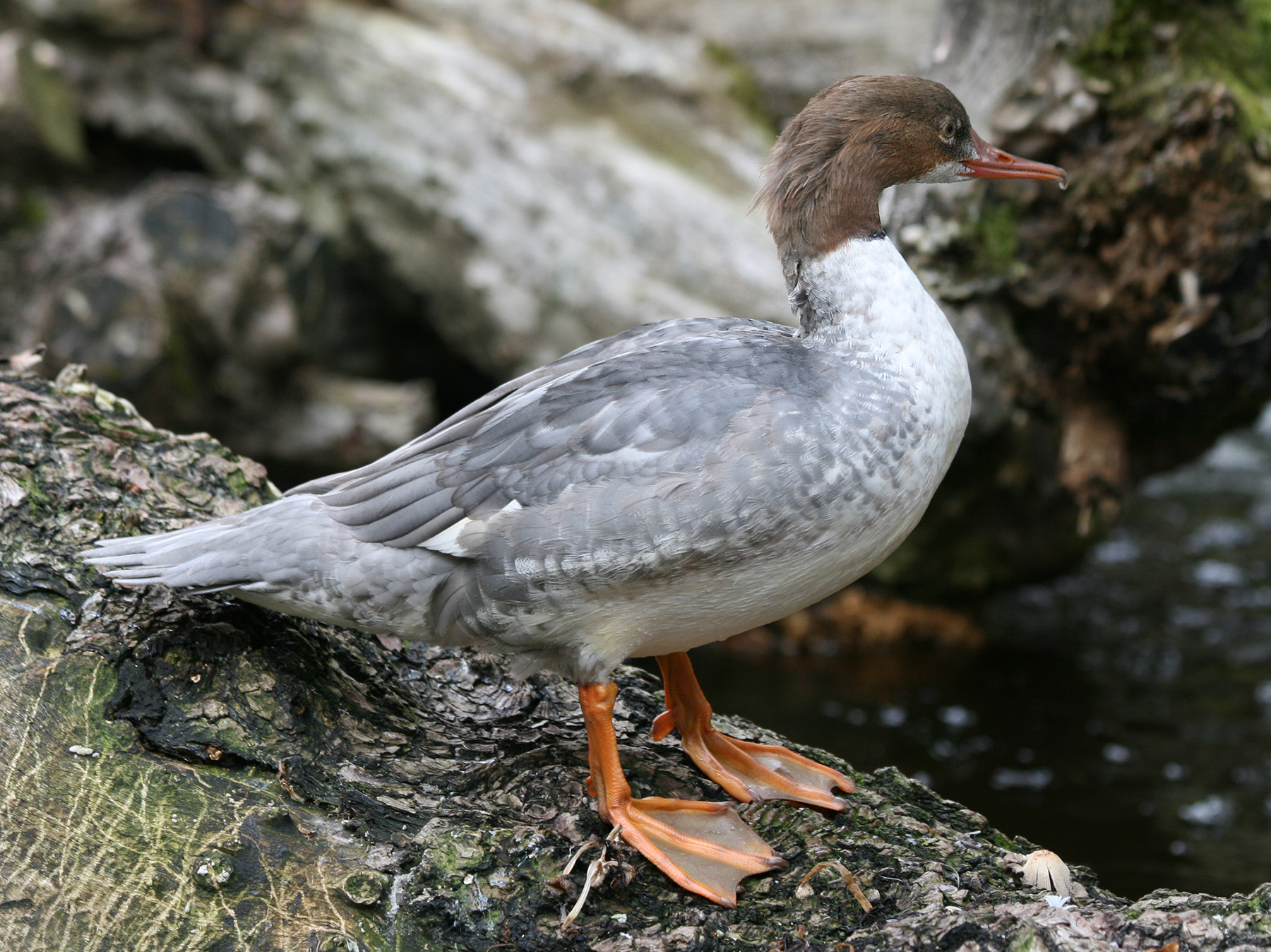
Gänsesäger

Erhaltung der natürlichen und naturnahen Feuchtgebiete wie Flussniederungen, Auenlandschaften und Moore, der besiedelten Gewässer, der Flachwasserzonen an stehenden und schwach fließenden Gewässern mit einer reichen Unterwasser- und Ufervegetation, der deckungsreichen Verlandungszonen mit Röhrichten unterschiedlicher Altersstruktur und Großseggenrieden, Erhaltung einer Wasserqualität, die gute Sichtbedingungen für den Beutefang gewährleistet, Erhaltung von Sekundärlebensräumen wie Torfstiche und Teiche mit vorgenannten Lebensstätten, Erhaltung des Nahrungsangebots mit Kleinfischarten und Jungfischaufkommen sowie Amphibien sowie Erhaltung störungsfreier oder zumindest störungsarmer Rast-, Mauser-, Überwinterungs- und Nahrungsgebiete.

#### Zwergtaucher(Tachybaptus ruficollis)

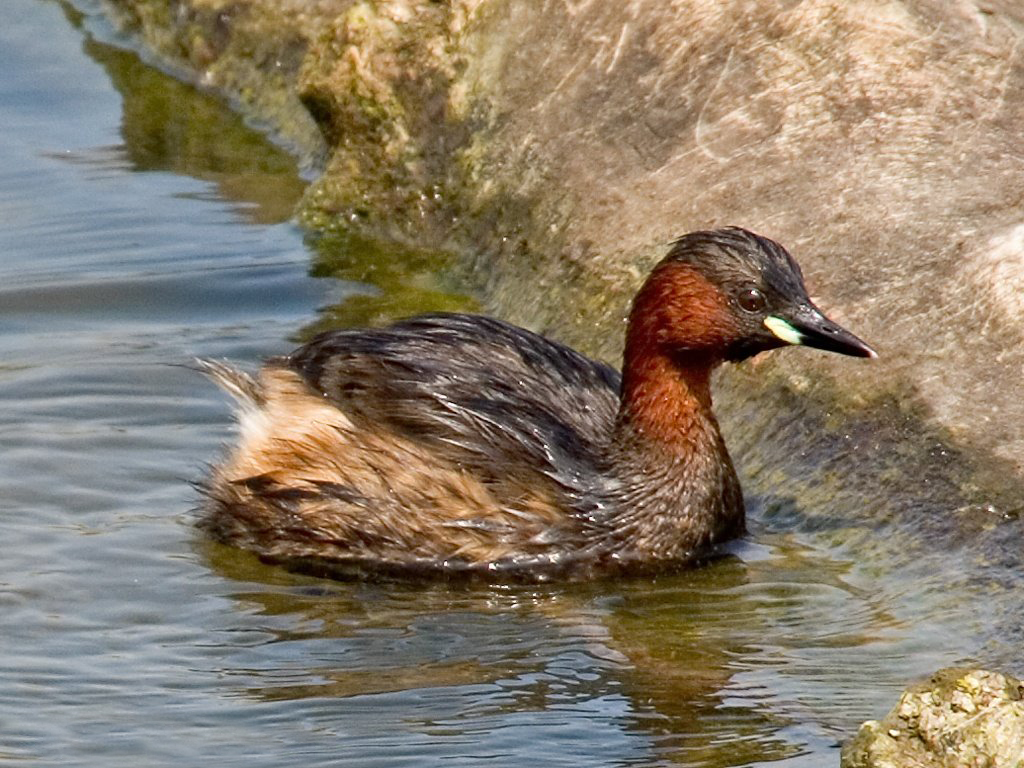
Zwergtaucher

Erhaltung der zumindest stellenweise deckungsreichen Stillgewässer, Feuchtwiesengräben, langsam fließenden Bäche und Wiesengräben, Verlandungszonen mit Röhrichten wie Schilf-, Rohrkolben-, Wasserschwaden- oder Rohrglanzgrasbestände, Erhaltung einer Wasserqualität, die gute Sichtbedingungen für den Beutefang gewährleistet, Erhaltung von Sekundärlebensräumen wie aufgelassene Torfstiche mit vorgenannten Lebensstätten sowie Erhaltung störungsfreier oder zumindest störungsarmer Fortpflanzungsstätten während der Fortpflanzungszeit (15. Februar bis 15. September).